# Nuño Coresma
Nuño Coresma, connu également sous son nom latinisé de Nonius Quaresma, né en 1600 probablement à San Román de Hornija, près de Tordesillas (Espagne) et mort en mer en octobre 1650, est un prêtre jésuite espagnol, missionnaire en Inde à partir de 1625.

## Biographie
Né en 1600 Coresma entre dans la Compagnie de Jésus en 1616. Sa formation terminée il arrive comme missionnaire en Inde en 1625. En 1635 Coresma conduit la seconde expédition de six missionnaires envoyés à Tsaparang, capitale du Royaume de Gugé, au Tibet occidental. Il y arrive en juin ou juillet 1635, mais en décembre de la même année il est déjà de retour à Agra. 
À son retour Coresma est nommé à la tête du Collège de Tanna ou Thana, sur l'île de Salsette (qui fait aujourd'hui partie du Grand-Bombay). Il semble avoir été envoyé en Europe vers 1641. En octobre 1650 Coresma meurt en mer au large du Mozambique près de la rivière de Licungo (en), lors de son voyage de retour en Inde.